# NGC 6274
NGC 6274 é uma galáxia espiral na direção da constelação de Hércules. Foi descoberto pelo astrônomo alemão Albert Marth em 1864. Devido a sua fraca magnitude aparente (+12,7), pode ser visto somente com grandes telescópios amadores ou equipamentos maiores. A menos de um minuto de arco da galáxia existe outra galáxia espiral barrada, comumente chamada de NGC 6274-2.